# 분산 데이터 처리
분산 데이터 처리(Distributed data processing, DDP)는 IBM이 IBM 3790(1975년) 및 후속 제품인 IBM 8100(1979년)에 사용한 용어이다. 데이터메이션(Datamation)은 1979년 3월 3790을 "성공적이지 못하다"고 묘사했다.
분산 데이터 처리는 IBM에서 두 가지 환경을 참조하는 데 사용되었다.
- IMS DB/DC
- CICS/DL/I[5][6]

각 쌍에는 통신 모니터와 데이터베이스 시스템이 포함되었다. 계층화에는 트랜잭션을 형성하기 위한 정보가 포함된 메시지가 포함되며, 이 정보는 응용 프로그램에 의해 처리된다. IBM은 확장을 촉진하기 위해 프로그램 검증 서비스와 같은 개발 도구를 출시했다.
"중앙 컴퓨터에 연결된 여러 대의 소형 컴퓨터"를 사용하면 로컬 및 중앙 처리가 가능해지며 각각은 최선을 다해 최적화된다. 지능형으로 설명된 터미널을 포함한 터미널은 일반적으로 "위성 프로세서"에 로컬로 연결된다. 때로는 다중 프로세서인 중앙 시스템이 로드를 처리하기 위해 성장했다. 필요에 따라 이러한 추가 용량 중 일부는 데이터 보안을 강화하는 데 사용된다. 개방형 시스템이 등장하기 몇 년 전, 일부 하드웨어 공급업체의 목표는 "큰 중앙 메인프레임 컴퓨터를 서로 연결된 작은 컴퓨터 배열로 교체하는 것"이었다.